# Nationaal park Saint-Hilaire/Lange
Nationaal park Saint-Hilaire/Lange is een nationaal park in Brazilië, gelegen aan de kust van de staat Paraná in de gemeenten Matinhos, Guaratuba Morretes en Paranaguá. Het heeft een oppervlakte van 25.119,14 ha en is opgericht in 2001. De naam is een eerbetoon aan de Franse natuuronderzoeker Auguste de Saint-Hilaire en de bioloog en milieuactivist Roberto Ribas Lange. Het doel van het park is om de ecosystemen van de Atlantische kust te beschermen. 
Het wordt beheerd door het Chico Mendes Instituut voor Biodiversiteitsbehoud (ICMBio). 

## Flora en fauna
De vegetatie bestaat uit verschillende typen tropisch regenwoud. Bedreigde soorten zijn Euterpe edulis, Ocotea catharinensis, Ocotea odorifera,  Heliconia farinosa, de ocelot (Leopardus pardalis), jaguar (Panthera onca), poema (Puma concolor), Zwartmaskergoean (Aburria Jacutinga), Roodstaartamazone (Amazona brasiliensis), Bruinrugtodietiran (Hemitriccus kaempferi) en Restingalooftiran (Phylloscartes kronei)